# اپتیک سازگار

اپتیک سازگار یا اپتیک تطبیقی (AO) (به انگلیسی: Adaptive optics) یک شگرد برای بهبود کارایی سیستم‌های نوری با کاهش اثر اعوجاج جبهه موج است. امروزه در ساخت بسیاری از تلسکوپهای بزرگ زمینی و کاربردهای تصویربرداری از آن استفاده می‌شود. به عبارتی، در شرایط آزمایشگاهی و تئوری  ما به حذف عوامل مزاحم و اتلافی پرداخته و شرایط ایده‌آلی را برای حل مساله در نظر می‌گیریم؛ حال آنکه در اپتیک تطبیقی اثراتی نظیر آلودگی هوا، یکدست نبودن جنش عدسی‌ها، عدم بازتابندگی کامل آینه‌ها و عواملی از این دست، همگی در نتیجه نهایی که بسیار کاربردی نیز هست در نظر می‌گیریم.
اغتشاشات موجود در هوا و توربلانس‌های جوی که با سرعتهایی بسیار زیاد در مدت کوتاهی بر انتشار جبهه موج تأثیر می‌گذارند، همواره مشکل بزرگی برای رصدگران بوده است، زیرا باعث کاهش توان تفکیک می‌شود، اما همین پدیده که برای رصدگران چشم غیرمسلح ناخوشایند است، برای رصد با ابزارهایی مانند دوربین و تلسکوپ شدیدتر شده و تا حدودی به امری اجتناب ناپذیر بدل می‌شود؛ برای همین رصدخانه‌های مطرح زمینی جهان برای آنکه بتوانند تصاویر خوبی از آسمان تهیه کنند، مجبورند پول کلانی خرج کنند. یکی از مواردی که به شدت باعث بهبودی تصاویر آسمان می‌شود، فناوری اپتیک تطبیقی است. در این روش معمولاً لیزر بسیار نیرومندی (تا حدودی شبیه نشانگر یا پوینتر) به آسمان نشانه می‌رود. انتهای مسیر این لیزر در جو زمین به صورت یک ستاره دیده می‌شود. اختلالات جوی منجر به تغییرات ظریفی در شکل ستارهٔ مجازی شده و سیستم تنظیم فوکوس فوکوس تصاویر را تنظیم و تصحیح می‌کند.